# Panagia tis Angeloktistis
Panagia tis Angeloktistis (grško Παναγία της Αγγελόκτιστης) ali Panagia angeloktisti (Παναγία Αγγελόκτιστη, »Panagia, ki so jo zgradili angeli«) je bizantinska cerkev, ki je danes v vasi Kiti, približno 12 kilometrov jugozahodno od današnje Larnake in starodavnega mesta Kition.
Cerkev Panagia Aggeloktisti je bila septembra 2015 predlagana kot možna Unescova svetovna dediščina in je trenutno navedena na seznamu poskusne Unescove svetovne dediščine.

## Zgodovina

### 5. do 6. stoletje
Prvotna stavba je bila bazilika z leseno streho; tudi vse druge bazilike na Cipru iz tega časa so imele lesene strehe. Bazilika je bila najverjetneje zgrajena v 5. stoletju, čeprav je mozaik v apsidi iz 6. stoletja. Otok Ciper je bil na tej točki več kot 100 let del Bizantinskega cesarstva.
Kot mnoge ciprske bazilike je bila tudi bazilika Kiti uničena okoli 7. in 8. stoletja. Nekateri zgodovinarji so opozorili, da to uničenje sovpada s številnimi arabskimi napadi na to območje, ko se je Bizantinsko cesarstvo borilo za ohranitev obrobja svojega imperija. Drugi zgodovinarji so opozorili, da so bile cerkve lesene konstrukcije in osvetljene z oljnimi svetilkami, kar je »v najboljših časih predstavljalo hudo nevarnost požara«. Apsida in znameniti mozaik Panagia tis Angeloktisti sta preživela uničenje in sta bila vključena v cerkev, ki je bila pozneje zgrajena na temeljih bazilike. Apsida, mozaik in cerkev obstajajo še danes. Merrillees ugotavlja, da je »leta 688–9 kalif Abd al-Malik (reg. 685–705) podpisal sporazum z Justinijanom II. (reg. 685–95; 705–11), v katerem je Ciper [postal nevtralno ozemlje] …. [in] zaradi svojega nevtralnega statusa Ciper ikonoklastični spor (730–843) večinoma ni prizadel«.
Med zgodovinarji obstaja spor, ali je bila vključitev ostankov bazilike vključena v novo strukturo, ker je omogočila hitrejšo gradnjo nove cerkve ali pa bi bila vključitev starejše stavbe težja in delovno intenzivnejša od gradnje novo cerkev, in to samo zato, ker so bili starejši ostanki pomembni za okoliško skupnost.

### 11. stoletje
Cerkev je bila zgrajena med sredino 11. in zgodnjim 12. stoletjem, po ponovni vzpostavitvi bizantinske oblasti na Cipru leta 965. Zlasti v 11. in 12. stoletju so bizantinski guvernerji Cipra in drugi uradniki razširili kapele in cerkve. Cerkev s kupolo in kvadratom v obliki križa v Kitiju je bila zgrajena nad ostanki uničene bazilike. Megaw ugotavlja, da je »zgodnja bazilikalna apsida [bila] vključena v majhno kupolasto cerkev Panagia tis Kyras (Livadia)« tudi v Livadiji na Cipru. Vključitev temeljev bazilike je pomenila, da je imela cerkev podolgovat križ v kvadratu, vendar s centralizirano zasnovo.
Manjše izkopavanje kleti leta 1959 je vodilo do odkritja številnih grobov, vgrajenih v prejšnje temelje cerkve, kar kaže, da je zgodnjekrščanska bazilika služila kot grobišče pred gradnjo srednjebizantinske cerkve. To izkopavanje je tudi zagotovilo dokaze, da sta »pred sedanjo cerkvijo v Kitiju sledili dve gradbeni fazi, bazilika s stebri, ki ji je sledila bazilika s slopi v 6. ali 7. stoletju«. Cerkev je bila zgrajena iz ruševin, tako kot Pangia Kyra, ki je bila prav tako obnovljena, in je vključevala ostanke prejšnje bazilike in krščanski mozaik.

## Pomembni elementi in okras
Mozaik Panagia tis Angeloktisti je eden najbolje ohranjenih zgodnjekrščanskih stenskih mozaikov na Cipru in je bil verjetno ustvarjen v poznem 6. stoletju. V obdobju Justina II. se je povečala proizvodnja stenskih in talnih mozaikov in Ciper ni bil izjema. V Kiti Devica Marija drži v levi roki otroka Jezusa v slogu hodegetrija in stoji na stolu na način, zaradi katerega je videti skoraj tako, kot da bi stala v zraku. Na Marijini desni je nadangel Mihael, na njeni levi pa nadangel Gabrijel, vsi pa so postavljeni na zlatem ozadju. Zdi se, da sta krili obeh angelov narejeni iz pavjega perja, ki je simbol večnega življenja. Videti je, da angela držita žezlo in ponujata zemeljsko kroglo s križem na vrhu, kar simbolizira daritev zemeljske dominacije Kristusu in Devici. Megaw ugotavlja, da se te značilnosti ponavljajo v mozaiku v samostanu svete Katarine na Sinaju in pomagajo potrditi datacijo mozaika v 6. stoletje.
Megaw ugotavlja, da sta natančnost in občutljivost, uporabljena za izdelavo obrazov v Kiti, »se izrazito razlikovala od impresionističnega načina, uporabljenega v Lythrankomiju«, vendar odmeva v tehniki, uporabljeni na obrazih San Vitale v Raveni. Nad Devico Marijo je besedna zveza »HAGIA MARIA«, ki jo imenuje Sveta Marija namesto Theotokos (Mati božja). Potem ko je koncil v Nikeji leta 431 n. št. Devici Mariji podelil naziv sv. Marije, se je ime začelo vse pogosteje uporabljati namesto Theotokos.
Mozaik je dopolnjen z obrobo, ki prikazuje Vodnjak življenja s pari rac, papigami s trakovi (perzijski simbol zemeljske moči) in jeleni (sklicevanje na 41. in/ali 42. psalm) so prikazani, kako pijejo iz vodnjaka. Megaw ugotavlja, da so bile podobne podobe Vodnjaka življenja uporabljene tudi v ambonu škofa Agnelusa v Raveni; drugi zgodovinarji so potegnili vzporednice s temi bizantinskimi podobami v Saloni, Zadru na Hrvaškem, Stobiju, Amfipolu v antični Makedoniji, Grčiji (npr. Bazilika) in Edesi v Makedoniji. Mullet nakazuje, da je na začetku krščanskih bazilik v 5. stoletju prišlo do »splošnega razvoja, s katerim je naravni svet prinesel v Gospodovo hišo« in da je ta slog še posebej uspeval v 6. stoletju«.